# Flamingo-Färbung
Die Flamingo-Färbung bezeichnet eine Proteinfärbung mit dem Fluoreszenzfarbstoff Flamingo.

## Eigenschaften
Die Flamingo-Färbung ist eine fluoreszente Färbung zum Nachweis von Proteinen, z. B. nach vorheriger Trennung per SDS-PAGE, 2D-Gelelektrophorese. Flamingo besitzt zwei Absorptionsmaxima bei Wellenlängen von 271 nm und 512 nm und ein Emissionsmaximum bei 535 nm. Die Nachweisgrenze liegt nach einer Färbezeit von 4 Stunden bei unter 1 ng Protein.
Alternative fluoreszente Proteinfarbstoffe sind z. B. Epicocconon (DeepPurple), SYPRO Ruby, SYPRO Orange, SYPRO Red, Krypton, Lucy und Oriole. Weitere häufige nichtfluoreszente Proteinfärbungen sind z. B. die Silberfärbung und die Coomassie-Brillant-Blau-Färbung (fluoreszent im IR-Bereich).